# Comuna Blahovișcenka, Kameanka-Dniprovska
Blahovișcenka (în ucraineană Благовіщенка) este o comună în raionul Kameanka-Dniprovska, regiunea Zaporijjea, Ucraina, formată din satele Blahovișcenka (reședința) și Șleah Illicea.

## Demografie
Componența lingvistică a comunei Blahovișcenka
     Ucraineană (82,42%)
     Rusă (16,94%)
     Alte limbi (0,27%)
Conform recensământului din 2001, majoritatea populației comunei Blahovișcenka era vorbitoare de ucraineană (82,42%), existând în minoritate și vorbitori de rusă (16,94%).